# Пецеи (Белуно)
Пецеи (итал. Pezzei) је насеље у Италији у округу Белуно, региону Венето.
Према процени из 2011. у насељу је живело 61 становника. Насеље се налази на надморској висини од 1343 м.